# Conus hennequini
Espèce
Statut de conservation UICN

 VU B2ab(iv) : Vulnérable
Conus hennequini est une espèce de mollusques gastéropodes marins de la famille des Conidae.
Comme toutes les espèces du genre Conus, ces escargots sont prédateurs et venimeux. Ils sont capables de « piquer » les humains et doivent donc être manipulés avec précaution, voire pas du tout.

## Distribution
Cette espèce marine est présente dans la mer des Caraïbes au large du Honduras et de la Martinique ; dans la dorsale médio-atlantique.

### Niveau de risque d’extinction de l’espèce
Selon l'analyse de l'UICN réalisée en 2011 pour la définition du niveau de risque d'extinction, cette espèce a été considérée comme endémique à la Martinique (près du Vauclain). L'aire de répartition de cette espèce pourrait se poursuivre jusqu'à Sainte-Lucie, bien que cela nécessite des preuves supplémentaires C'est une espèce d'eau peu profonde. Cette espèce est très restreinte dans son aire de répartition avec un AOO approximatif de 100 km2. Il y a eu beaucoup de développement côtier urbain et touristique ces dernières années, ce qui constitue une menace pour l'habitat de cette espèce. Comme toutes les Conus spp, elle est sujette à la cueillette qui pourrait exercer une pression supplémentaire sur les populations d'autant plus qu'elle habite des eaux peu profondes. Cette espèce déclenche effectivement la catégorie "En danger" sous B2 a) et b). Cependant, Petuch estime que cette catégorie est peut-être trop élevée car il n'y a pas eu de déclin notable de la population. Par conséquent, cette espèce est classée dans la catégorie Vulnérable.

## Taxonomie

### Publication originale
L'espèce Conus hennequini a été décrite pour la première fois en 1993 par le malacologiste américain Edward James Petuch dans la publication intitulée « La Conchiglia »,.

### Synonymes
- Conus (Dauciconus) hennequini Petuch, 1993 · appellation alternative
- Dauciconus hennequini (Petuch, 1993) · non accepté
- Poremskiconus hennequini (Petuch, 1993) · non accepté
- Purpuriconus hennequini (Petuch, 1993) · non accepté